# Львов, Аркадий Львович
Арка́дий Льво́вич Львов (9 марта 1927, Одесса — 2 ноября 2020, Нью-Джерси) — советский и американский прозаик.

## Биография
Родился 9 марта 1927 года в Одессе в еврейской семье. С 1945 года учился на историческом факультете Одесского университета, исключён в 1946 году. До 1949 году неофициально продолжал учиться в Черновицком университете, сдал госэкзамены в Одессе в 1951 году. Работал школьным учителем на Западной Украине, в 1968 году вернулся в Одессу. 
С 1965 года публиковал рассказы в советских журналах, в 1966—1972 годах вышло шесть книг его прозы. Аркадию Львову протежировали такие влиятельные советские писатели как Валентин Катаев и Константин Симонов.
В соответствии с антисемитской и антиизраильской официальной риторикой советских 1970-х был обвинён КГБ в «сионистской деятельности» и подвергался остракизму, его публикации в СССР были прекращены. Эмигрировал в 1976 году в США. Жил в Нью-Йорке.

## Творчество
В середине 1960-х приобрёл известность как фантаст, позже писал реалистическую прозу.
Наиболее известное произведение Львова — роман об Одессе «Двор», написанный в 1968—1972 годах, вышел в 1979 по-французски, в 1981 — в оригинале, переведён на основные европейские языки. В 2005 вышло продолжение этого романа — «Двор. Книга третья».  
Львов внимательно наблюдает жизнь широких слоёв населения и изображает её реалистически, последовательно избегая какого бы то ни было авторского комментария (даже и с помощью прилагательных).
В лучших рассказах, среди которых «Последний раввин» (1960-е), Львов выступал наследником русско-еврейских писателей, прежде всего Исаака Бабеля и Андрея Соболя.
Автор эссе о творчестве И. Бабеля, Э. Багрицкого, М. Светлова и др. (сборник эссе «Утоление печалью», 1984); книги о Мандельштаме «Чёрное и жёлтое», воспоминаний о Константине Симонове.
Вёл авторскую программу на Радио Свобода — «Продолжение следует».
Был членом СП СССР.

## Память
В мае 2021 года в Одессе во дворе дома №14 в Авчинниковском переулке (пер. Нечипуренко), где некогда жил Аркадий Львов, художница Леся Верба создала мурал, посвящённый писателю и его роману «Двор».